# Beatrice Lascaris di Ventimiglia

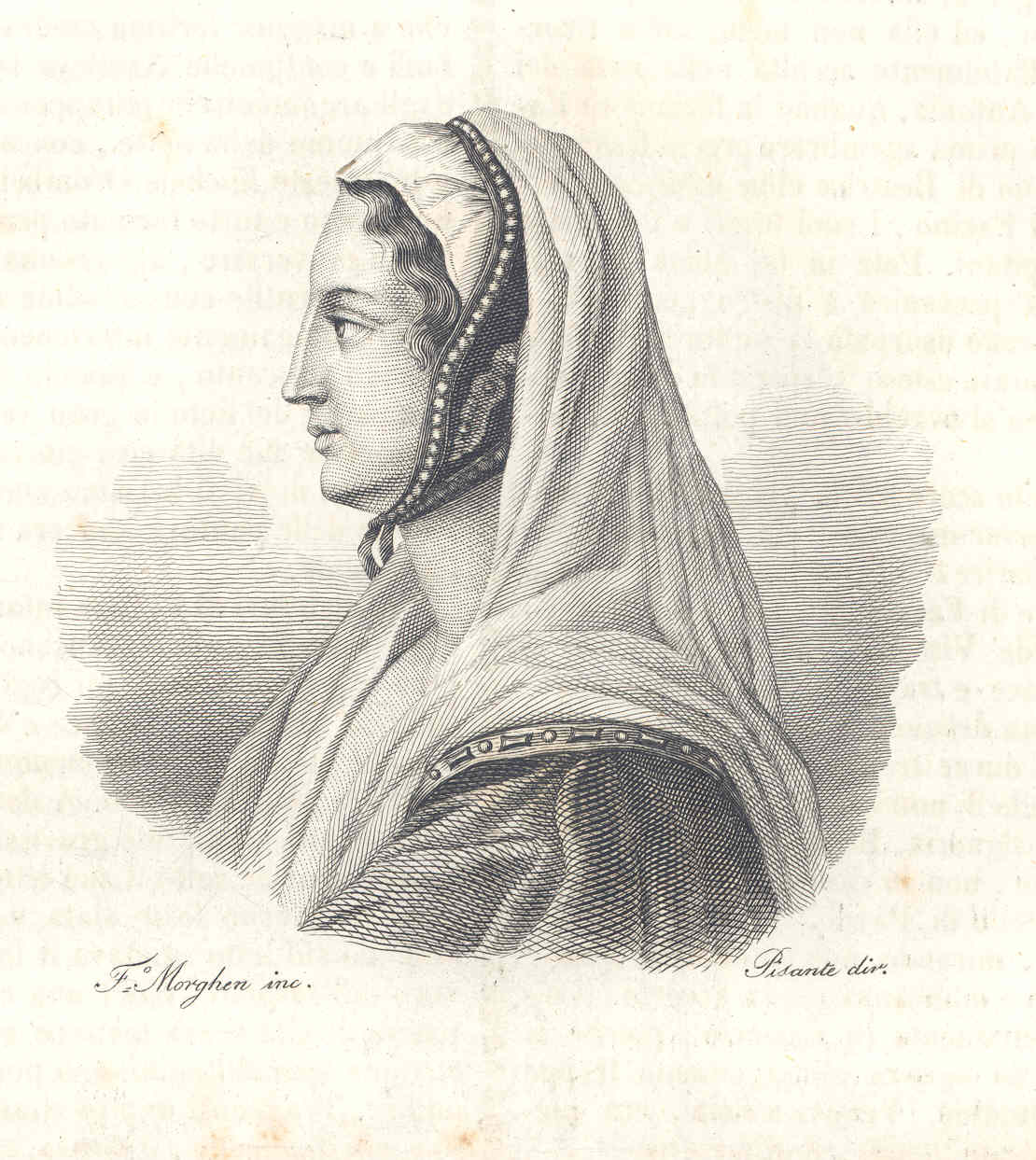
Beatrice di Tenda, fiktives Porträt aus dem 19. Jahrhundert

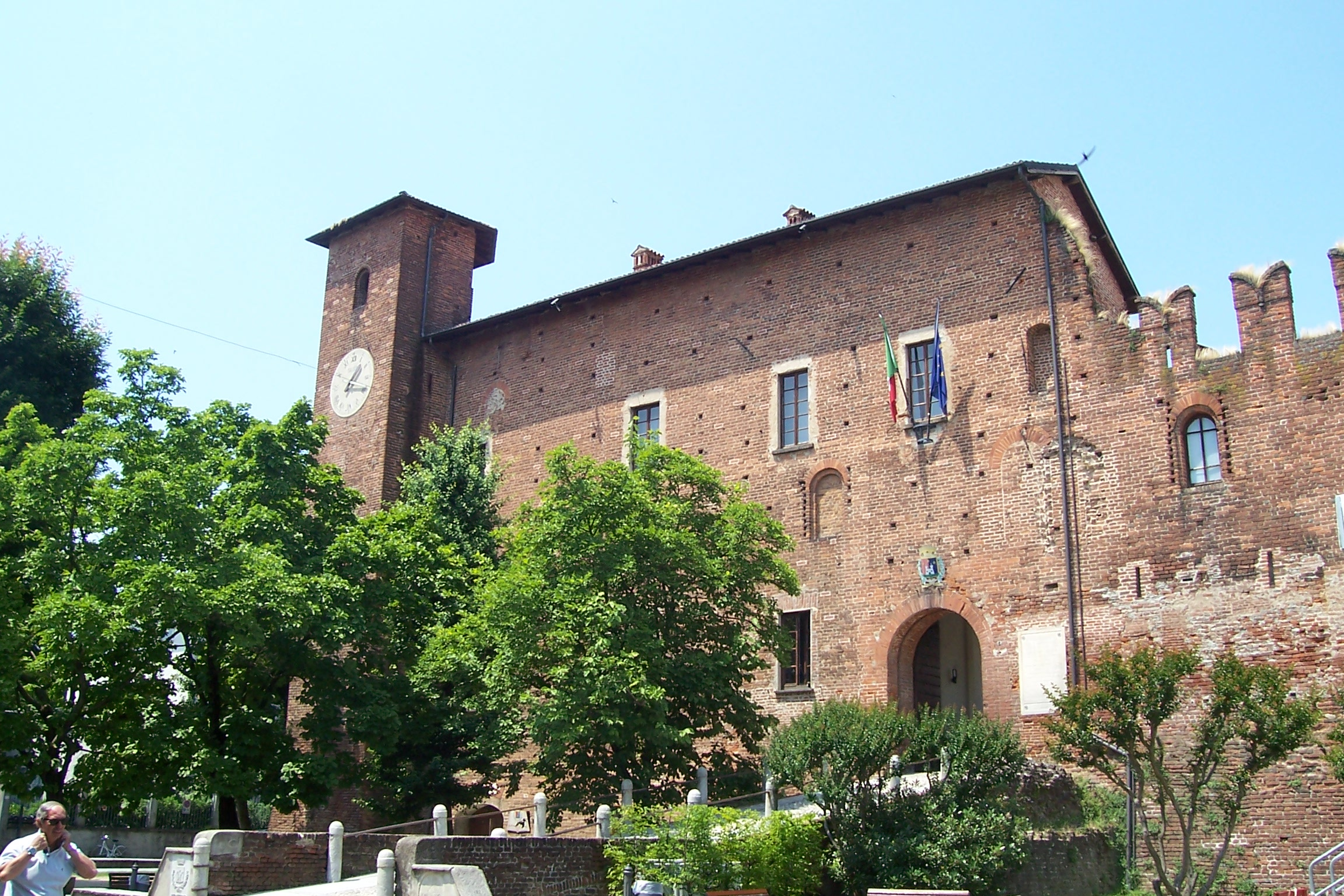
Die Burg Binasco. Hier wurde 1418 Beatrice di Tenda enthauptet.

Beatrice Lascaris di Ventimiglia oder Beatrice Cane, bekannt als Beatrice di Tenda (* um 1372 in Tenda; † 13. September 1418 in Binasco) war eine Tochter des Wilhelm Lascaris di Ventimiglia, Graf von Tenda, dessen ligurische Familie in weiblicher Linie von dem abgesetzten byzantinischen Kaiserhaus der Laskariden abstammte. Sie heiratete zwischen 1395 und 1398 den Condottiere Facino Cane de Casale, der sie an seinen politischen Entscheidungen teilhaben ließ. 
Nach seinem Tod 1412 ehelichte sie als Vierzigjährige den damals zwanzigjährigen Herzog Filippo Maria Visconti. Durch diese Heirat konnte Beatrice die Gebiete ihres verstorbenen Gatten behalten, Visconti seinerseits erlangte zusätzliche Ländereien und Reichtum und konnte über Canes Truppen verfügen, um seine Herrschaft zurückzugewinnen. 
Zu Beginn der Ehe übte Beatrice einen gewissen Einfluss auf Visconti auf, der ihr zahlreiche Städte, Besitzungen und Burgen unterstellte. Die Beziehung verschlechterte sich allerdings 1418. Auf dem Höhepunkt der Krise wurde Beatrice unter dem Vorwurf des Ehebruchs mit einem Mann namens Orombelli verhaftet und auf der Burg Binasco enthauptet.
Ihr tragisches Schicksal wurde später unter anderem von Vincenzo Bellini und Felice Romani in deren Oper Beatrice di Tenda (1833) behandelt.